# Vandmelon-slægten
Vandmelon-slægten (Citrullus) er udbredt med nogle få arter i Afrika og Sydasien. Det er urteagtige planter, som ligner planterne i Agurk-slægten. Hos Vandmelon sidder blomsterne dog enkeltvis, og slyngtrådene er forgrenede. Her nævnes kun den ene art, som har økonomisk betydning i Danmark.
| Arter |

- Vandmelon (Citrullus lanatus)